# Демократична партія (Японія)
Демократична партія Японії (яп. 民主党 — мінсюто) — японська політична партія соціально-ліберального спрямування заснована у 1998 році. До 2009 року виступала головною опозиційною силою у Парламенті Японії. Відома також як ДПЯ.
Різка критика коаліційного уряду Ліберально-демократичної партії Японії і партії «Нова Комейто», особливо у питаннях соціального захисту населення, перетворило її у потужну політичну силу сучасного японського політукуму.
На виборах 2009 року Демократична партія здобула впевнену перемогу й прийшла до влади, фактично створивши передумови для формування двопартійної системи в Японії.
2012 року поступилася владою ЛДП внаслідок поразки на дострокових парламентських виборах.